# Leucothrinax
Leucothrinax es un género monotípico cuya única especie es Leucothrinax morrisii, una pequeña palmera originaria de las Antillas Mayores, norte de las Antillas Menores, Bahamas y los Cayos de Florida. Hasta el año 2008 era conocida como Thrinax morrisii. Estaba incluido en el género Thrinax hasta que estudios filogenéticos demostraron que su inclusión en Thrinax  haría ese género parafilético.

## Descripción
Leucothrinax morrisii es una palma solitaria con tallos marrones o grises que alcanzan los 11 metros de altura y 5-35 centímetros de diámetro.  Las hojas son de color azul- verdoso o amarillo-verdoso, con el envés blanquecino. Con pecíolos de 27-84 cm de largo. Los foliolos tienen 33-75 cm  de largo y 2.3-4.8 cm  de ancho. Las inflorescencias se extienden más allá de las hojas y miden 55-100 cm  de largo. Los frutos son blancos, y se vuelven amarillos cuando maduran.

## Distribución
Leucothrinax morrisii es nativa de los Cayos de la Florida, las Bahamas, Cuba, Haití, Puerto Rico,  Navassa Island, Anguila y Barbuda.

## Hábitat
Se encuentra en los bosques secos caducos y áreas costeras. En los Cayos de la Florida crece en el borde de los bosques de pino, mientras que en Puerto Rico se encuentra en los acantilados y en piedra caliza. Puede tolerar la sequía, la niebla salina, las tormentas y las temperaturas tan bajas como -4 °C.

## Nombres comunes
Leucothrinax morrisii se conoce en Anguila como la escoba de palma, en Cuba miraguano  y palma de escoba en Puerto Rico.  Otros nombres comunes incluyen yaray, pandereta, palma de petate (México), "palma de huano" en el Sureste de México, palma de cogollo, guano de sierra, y palmita.
En el mundo anglófono se conoce con el nombre común key thatch palm.

## Etimología
El nombre del género combina el griego leuco (en referencia al color blanquecino de sus tallos de floración y el envés de sus hojas) con Thrinax (género del que procede).

## Taxonomía
Leucothrinax es un género monotípico que incluye una sola especie, L. morrisii. La especie fue descrita originalmente por el botánico alemán Hermann Wendland, quien la colocó en el género Thrinax.
En la primera edición de Genera Palmarum (1987), Natalie Uhl y John Dransfield pusieron el género Thrinax en la subfamilia Coryphoideae, tribu Corypheae, subtribu  Thrinacinae usando la clasificación de Harold Emery Moore de 1973 para la familia de las palmeras. Tras los análisis filogenéticos se demostró que los miembros de la Thrinacinae del Viejo Mundo y el Nuevo Mundo,  no estaban estrechamente relacionados. Como consecuencia de esto, Thrinax y los géneros afines fueron colocados en su propia tribu, Cryosophileae Un estudio de las relaciones filogenéticas entre las palmas del Caribe mostraron que la especie conocida entonces como Thrinax morrisii  estaba estrechamente relacionada con Coccothrinax, Hemithrinax y Zombia, mientras que el  género Thrinax es un grupo hermano de este clado. La permanencia de esta especie haría Thrinax parafilético, por lo que se la separó en un nuevo género, Leucothrinax.

## Usos
Los tallos de la planta se utilizan para postes y las hojas se utilizan para paja y la manufactura de tejido.